# Кашкайш (парафія)
Кашкайш (порт. Cascais; МФА: [kɐʃ.ˈkajʃ]) — парафія в Португалії, у муніципалітеті Кашкайш. Розташована в західній частині країни, на теренах історичної португальської провінції Ештремадура. Входить до складу округу Лісабон. За адміністративним поділом, чинним до 1976 року, терени парафії були складовою провінції Ештремадура. Належить до Лісабонського патріархату Католицької церкви. Патрон — Діва Марія. Площа — 20,3223 км². Населення — 35409 ос. (2011). Сильно урбанізований регіон. Густота населення — 1742,37 осіб/км²
. Код — 110503.

## Населення
| Кількість мешканців | Кількість мешканців | Кількість мешканців | Кількість мешканців | Кількість мешканців | Кількість мешканців | Кількість мешканців | Кількість мешканців | Кількість мешканців | Кількість мешканців | Кількість мешканців | Кількість мешканців | Кількість мешканців | Кількість мешканців | Кількість мешканців |
| ------------------- | ------------------- | ------------------- | ------------------- | ------------------- | ------------------- | ------------------- | ------------------- | ------------------- | ------------------- | ------------------- | ------------------- | ------------------- | ------------------- | ------------------- |
| 1864                | 1878                | 1890                | 1900                | 1911                | 1920                | 1930                | 1940                | 1950                | 1960                | 1970                | 1981                | 1991                | 2001                | 2011                |
| 1 593               | 1 685               | 2 731               | 3 275               | 5 270               | 6 059               | 6 980               | 8 549               | 10 558              | 13 352              | 20 665              | 29 389              | 27 741              | 33 255              | 35 409              |